# Running Man (serial)
Running Man este un spectacol de varietate sud-coreean, care face parte din gama de Good Sunday de SBS. A fost difuzată pentru prima dată pe 11 iulie 2010. 
Running Man a fost clasificat ca un "urban action variety"; un gen de spectacole de varietate într-un mediu urban .  MC-urile și oaspeții urmau să completeze misiuni la un punct de reper pentru a câștiga cursa.  Spectacolul sa mutat de atunci într-o realitate mai familiarizată - conceptul varietal de prezentare a jocurilor . Acesta a atras atentia ca fiind programul de revenire pentru Yoo Jae-Suk, principalul MC al programului, după ce a părăsit Good Sunday Family Outing în februarie 2010. 
Spectacolul a devenit popular în alte părți ale Asiei, și a câștigat popularitate online printre fanii Hallyu, după ce a fost fanionat în diverse limbi, precum engleza, persana, spaniolă, portugheză, franceză, italiană, thailandeză, vietnameză, chineză, Birmaneză, arabă, rusă și turcă.  
Show-ul a făcut la lista Business Insider e 20 de emisiuni TV din 2016. 
Începând din aprilie 2017, Running Man difuzează în prima parte a Good Sunday la ora 4:50, KST, și concurează împotriva The Return of Superman al KBS2 și a King of Mask Singer al MBC.  Running Man difuzat anterior la ora 6:25 pm KST în zilele de duminică, ca cea de-a doua parte a Good Sunday, concurând împotriva 1 Night 2 Days ale KBS2.

## Format

### În prezent
De la episodul 48 în sus, membrii au luat parte la o serie de misiuni pentru a deveni câștigătorul (câștigătorii) la sfârșitul cursei. Misiunile stau la baza lui Running Man, în timp ce membrii încearcă să evite pedeapsa în episoadele anterioare sau să câștige premii. În fiecare episod sunt prezentate mai multe misiuni, evidenția lui Running Man fiind misiunile de cursă. Formatul emisiunii s-a îndepărtat de „misiunea de cursă + altele” la „o cursă continuă + misiuni”.

## Recepție
Primul episod al Running Man a primit recenzii amestecate. Running Man a devenit mai popular în Coreea de Sud și în toată Asia. În țara de origine, spectacolul este urmărit în medie de 2,1 milioane de oameni.

## Legături externe
- ko Site web oficial on SBS The Soty